# Княждвір
Княждві́р — село в Україні, у Печеніжинській селищній територіальній громаді Коломийського району Івано-Франківської області.

## Географія
Через село тече річка Шибенка Велика, права притока Пруту.

## Цікаві факти
.

Церква у с. Княждвір XVIII ст., спалена у 1982 р. (фото В. Щербаківського)

- Згадується 10 січня 1461 року в книгах галицького суду[1].
- У податковому реєстрі 1515 року документується млин і 4 лани (близько 100 га) оброблюваної землі та ще 2 лани тимчасово вільної[2].
- У 1870-х рр. львівський краєзнавець А.Шнайдер запропонував для Княждвора (як колишнього містечка) проєкт герба з зображенням чотирьох соляних топок (поселення віддавна було осередком солеваріння). Водночас сільська громада користувалася печаткою з іншою символікою: зображенням селянина, що несе на плечах граблі та косу[3].
- З 1886 році Княждвір з Коломиєю з'єднував паровий вантажний трамвай, де паротяг kkStB 98 LCJE 031 носив ім'я села.
- З січня 1940 р. село поділялося на два: Горішній Княждвір і Долішній Княждвір з окремими сільрадами
- 23 жовтня 1940 р. указом Президії Верховної Ради УРСР Княждвір Горішня і Княждвір Долішня сільські ради передані з Коршівського району до Печеніжинського району.
- 7 червня 1946 року указом Президії Верховної Ради УРСР радянська влада була знищила історичну назву сіл Княждвір і перейменувала їх на безликі: село Верхнє і село Нижнє; з 1963 р. сільрада називалася Нижненською і включала ще й село Кайданці[4].
- Унікальна гуцульська церква була спалена в 1982 році.
- У 1993 р. села Верхнє і Нижнє об'єднані та повернена селу історична назва.[5]
- На захід від села розташований знаменитий Княждвірський ботанічний заказник, а також Краєзнавчий музей флори і фауни Карпат.

## Відомі люди
- Марусяк Дмитро («Зайчик») — командир рою сотні УПА «Ударник 5» (вд. 95а) ВО-6 «Сян», відзначений Золотим хрестом бойової заслуги 1 кляси (23.08.1948) за ліквідацію генерала Свєрчевського.
- Дмитро Васильович Повх (1922—25.01.1949) — керівник Печеніжинського райпроводу ОУН.[6][7]